# CNN

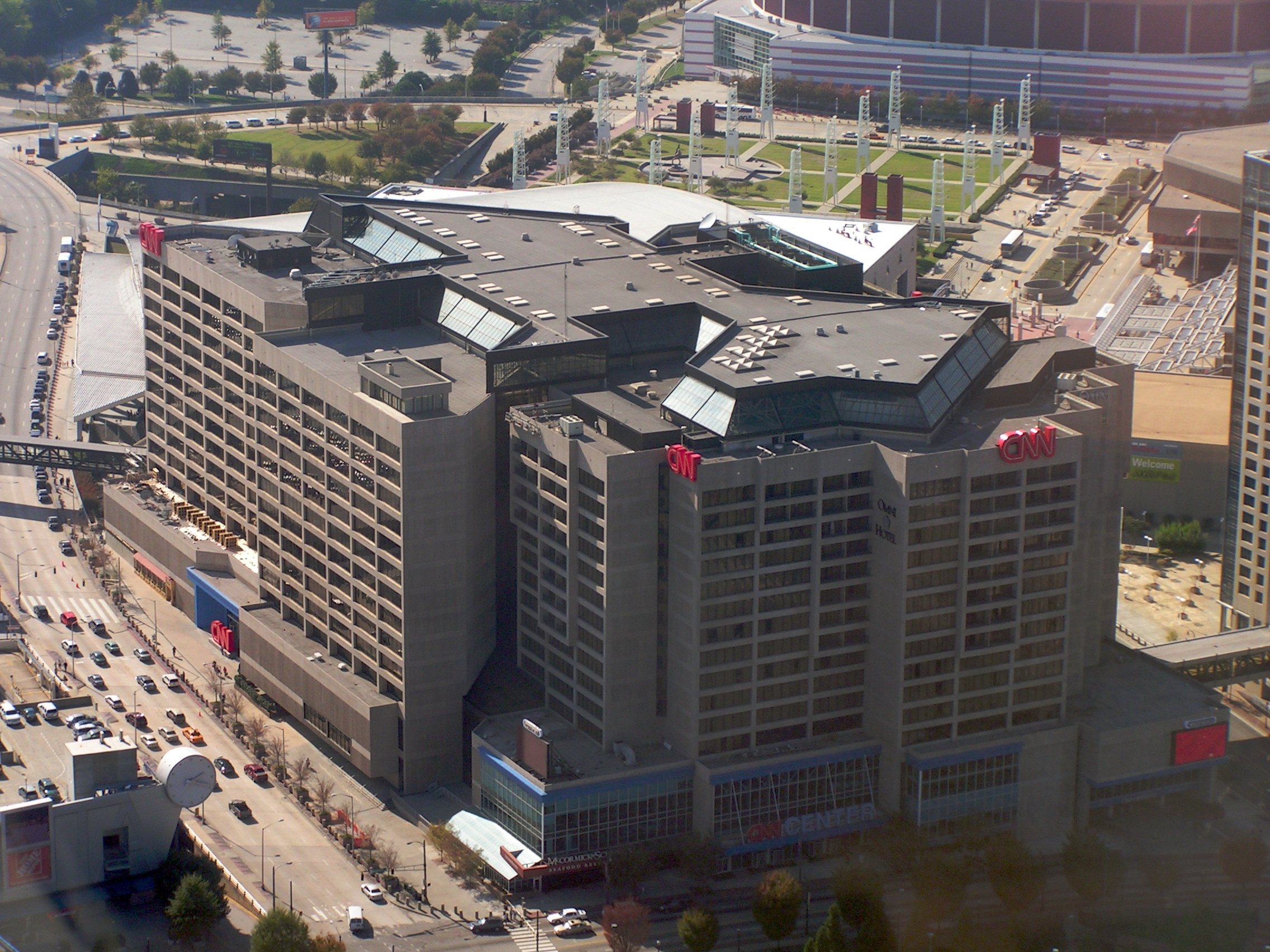
Il CNN Center, sede centrale dell’emittente ad Atlanta, Georgia

CNN (acronimo di Cable News Network) è un'emittente televisiva statunitense all-news visibile via cavo nell'America centro settentrionale e, grazie alla tecnologia satellitare e IPTV, in tutto il resto del mondo. Fondata il 1º giugno 1980 da Ted Turner e Reese Schonfeld, è una divisione della Warner Bros. Discovery. Il network è noto per essere il primo canale all-news al mondo ad essere stato attivato.

## Descrizione
La sua sede è ad Atlanta, nello Stato della Georgia; Molti programmi vanno tuttavia in onda dagli studi di New York e di Washington. Vi lavorano oltre seicento dipendenti, tra cui duecento giornalisti. All'interno del suo quartiere generale di Atlanta è stato allestito anche un museo che racconta la storia dell'emittente. Dal 1999 al 2003, la CNN ha avuto anche un sito di informazione in lingua italiana con una redazione in Italia CNNitalia.it grazie a un accordo con il GEDI Gruppo Editoriale.
La CNN ha introdotto il concetto di rete televisiva per notizie 24 ore al giorno e per prima ha comunicato in diretta l'inizio di un conflitto militare: nel 1991, infatti, Peter Arnett trasmise con la parabola satellitare del tetto di un hotel di Baghdad le prime immagini dell’attacco con il quale le truppe americane affrontarono l’esercito di Saddam Hussein nella città irachena, dando inizio alla prima Guerra del Golfo.
I programmi, divisi secondo i canali di informazione, dall'economia allo sport e allo spettacolo, iniziano alle 7 a.m. ET e si concludono alle 12 a.m. ET. Se accade qualche evento speciale viene trasmessa la versione internazionale del canale, che trasmette 24 ore su 24. In USA gli abbonati alla CNN - che è attiva in oltre cento paesi - sono oltre quaranta milioni.
Tra i programmi storici, ha occupato un posto speciale il Larry King Live, in onda dal 1980, un programma in diretta con ospiti e personalità del mondo dello spettacolo e della politica statunitense: si può intervenire al programma telefonando in diretta. Il suo inventore, autore e produttore è il giornalista statunitense Larry King. Il programma è terminato il 16 dicembre 2010.
Il canale è stato trasmesso di notte, fino al 2010, prima su Telemontecarlo, poi divenuto LA7. Alcune volte per alcuni eventi legati agli Stati Uniti d'America viene ritrasmessa dal TG La7. Nel 2011 in Italia CNN ha siglato un accordo con l'agenzia giornalistica Askanews, diretta da Claudio Sonzogno.
Dal 2023 alcuni inviati CNN sono ospiti del talk Che tempo che fa di Fabio Fazio e da gennaio 2024 essa realizza i tg flash di 120 secondi destinati ai canali italiani in chiaro di Warner Bros. Discovery, come Nove, Real Time e DMAX.

## Canali
Di questo canale esistono diverse versioni specializzate:
- CNNi (CNN International), la versione diffusa in tutto il mondo
- CNN en Español, la versione destinata al Sudamerica in lingua spagnola
- CNN.com, la versione via internet
- CNN HD, la versione in alta definizione
- CNN Airport Network, diffusa nei maggiori aeroporti statunitensi
- HLN
- CNN+, canale in lingua spagnola nato dalla collaborazione tra la spagnola Sogecable e TimeWarner (chiuso a dicembre 2010)
- CNN Türk, radiospot turco, Türksat 42°e, DVB S.
- CNN-News18, canale indiano in lingua inglese
- CNNj, canale giapponese
- CNN/US HD
- CNN Chile, canale cileno
- CNN Indonesia, canale indonesiano
- CNN Brasil, canale brasiliano
- Antena 3 CNN, canale rumeno
- CNN Prima News, canale ceco
- CNN Portugal, canale portoghese
- A2 CNN, canale albanese

## Presidenti di CNN
Questa lista è suscettibile di variazioni e potrebbe essere incompleta o non aggiornata.

- Reese Schonfeld, dal 1980 al 1982.
- Burt Reinhardt, dal 1982 al 1990.
- Tom Johnson, dal 1990 al 2001. L'inizio della sua direzione è coinciso con la copertura da parte del canale della Guerra del Golfo.
- Walter Isaacson, dal 2001 al 2003
- Jim Walton 2003 al 2012, aveva lavorato per CNN dal 1981 al 2003 prima di diventarne presidente. Ha lasciato il canale nel 2012, dopo averci lavorato per 31 anni.
- Jeff Zucker, dal 2012 al febbraio 2022.
- Chris Licht, dal maggio 2022 all'agosto 2023
- Mark Thompson, dal settembre 2023 - in carica[2]

## Giornalisti
Questa lista è suscettibile di variazioni e potrebbe essere incompleta o non aggiornata.

In attività
- Wolf Blitzer, dal 1990, uno dei volti più noti dell'emittente.
- Richard Roth, dal 1980, è l'unico giornalista che lavora per l'emittente fin dalla sua fondazione. È noto, fra le altre cose, per avere seguito per l'emittente la Protesta di piazza Tienanmen.
- Christiane Amanpour, dal 1983. È stata per moltissimi anni un'inviata di punta del canale in diversi paesi del mondo. Più recentemente, è diventata conduttrice dell'omonimo programma di approfondimento Amanpour, che va in onda da Londra su CNN International. È inoltre la principale corrispondente per gli esteri di CNN. Nel 2010 lasciò CNN per ABC, dove lavorò fino al 2012. Da quell'anno ha ripreso a lavorare per CNN, rimanendo così una delle giornaliste che lavora da più a lungo per tale emittente.
- Jeanne Moos dal 1981
- Dana Bash, dal 1993
- John King, dal 1997
- Christine Romans dal 1999
- Becky Anderson dal 1999
- Anderson Cooper, dal 2001
- Richard Quest, dal 2001
- Barbara Starr, dal 2001
- Robyn Curnow dal 2001
- Fredricka Whitfield, dal 2002
- Don Lemon, dal 2006
- Kate Bolduan dal 2007
- Jim Acosta dal 2007
- Joe Jones, dal 2004
- Erin Burnett, dal 2011
- Jake Tapper dal 2013
- Alysyn Camerota dal 2014
- Amara Walker
- Michael Holmes
- Fareed Zakaria

Del passato
- Larry King,che ha condotto l'omonimo show televisivo dal 1985 al 2010.
- Bernard Shaw dal 1980 al 2001. Il 1º giugno 2020 è stato intervistato dall'emittente in occasione del quarantesimo anniversario dalla fondazione del canale.
- Lou Waters dal 1980 al 2001
- Bob Cain, dal 1980 al 2001
- Lou Dobbs, dal 1980 al 2009
- Candy Crowley, dal 1987 al 2014
- Natalie Allen, dal 1992 al 2020
- Jill Dougherty, dal 1983 al 2013
- Lynne Russell, dal 1983 al 2001
- Bill Schneider, analista politico di CNN dal 1990 al 2009
- Peter Gregg Arnett, dal 1981 al 1999, conosciuto come inviato durante la Guerra del Golfo.
- Donna Kelley, dal 1985 al 2001.
- Daryn Kagan, dal 1994 al 2006
- Aaron Brown, ha condotto per alcuni anni la trasmissione serale Newsnight, fino al 2005. È noto in particolare per la sua copertura in diretta degli attentati terroristici dell'11 settembre.
- Paula Zahn, dal 2001 al 2007, ora a Fox News.
- Willow Bay
- Judy Woodruff, dal 1993 al 2005
- Tucker Carlson, dal 2000 al 2005, è ora uno dei volti più noti dell'emittente rivale Fox News
- Brian Christie
- Soledad O'Brien dal 2003 al 2013
- Carol Costello, dal 2001 al 2017
- Bobbie Battista, dal 1988 al 2001
- Howard Kurtz, dal 1998 al 2013
- Joie Chen, dal 1991 al 2001
- Sandi Freeman, dal 1980 al 1985
- Bill Hemmer, dal 1995 al 2005, è ora uno dei volti più noti dell'emittente rivale Fox News.
- Piers Morgan, dal 2011 al 2014
- Pat Buchanan
- Lynne Cheney
- Alessio Vinci
- Brian Stelter, dal 2013 al 2022[3].

## Controversie
L'emittente è stata definita da giornalisti, politici e opinionisti come propaganda americana.
Il 26 giugno 2017, la CNN ha accettato le dimissioni di tre giornalisti investigativi che lavorano per la loro azienda: l'analista politico, storico, giornalista ed editorialista Thomas Frank, il giornalista Eric Lichtblau e il giornalista ed editore esecutivo di CNN Business, Lex Haris. Tutti e tre hanno scelto di dimettersi dalla CNN nel corso di una ritrattazione della storia Trump-Russia, che erroneamente ha collegato con il presidente degli Stati Uniti, Donald Trump e il suo aiutante Anthony Scaramucci un fondo di investimento russo dieci miliardi di dollari. Scaramucci ha detto che la storia era falsa, e ha accettato le scuse della CNN.
A seguito di ciò, Trump ha messo in onda un video-parodia, mentre si scaglia a pugni contro un uomo (Vince McMahon) con il volto coperto dal logo della CNN per scherzare sulla sua battaglia contro i "fake media" . Trump ha poi scritto su Twitter di aver avuto l’idea di rinominare il canale televisivo CNN da "notizie false” a "notizie fraudolente"; la CNN ha risposto: "giorno triste quello in cui il presidente incoraggia la violenza nei confronti dei giornalisti".